# Constantin de Kerchove de Denterghem
Constantin Ghislain de Kerchove de Denterghem (Gent, 31 december 1790 – Wondelgem, 12 juli 1865) was een Belgisch senator en burgemeester.

## Levensloop
Constantin was een zoon van Jean-François de Kerchove, heer van Denterghem (1747-1813) en van Sabine della Faille d'Assenede (1754-1810). In tegenstelling tot zijn oudere broer Emmanuel (1774-1858) en samen met zijn broer Eugène (1780-1863) vroeg en verkreeg hij in 1825 adelserkenning. Daar waar zijn broer op de lijst van de geadelden vermeld stond als de Kerchove Denterghem werd voor hem alleen de Kerchove vermeld. In 1852 verkreeg hij de titel van graaf, erfelijk op de oudste erfgenaam en in 1864 uitgebreid tot zijn tweede zoon (maar niet overdraagbaar).
Hij trouwde in 1816 met Pauline de Loose (1795-1868) en ze hadden zes kinderen. 
Onder het Franse keizerrijk was hij luitenant, vrijwilliger bij de cavalerie van Napoleon. Later zou hij erevoorzitter worden van het Gentse Genootschap der Oud-Waepenbroeders van het Fransche Keizerrijk. 
In 1824 werd hij verkozen tot gemeenteraadslid van Wondelgem en werd hij er burgemeester (1824-1830). Hij werd ook afgevaardigde bij de Provinciale Staten (1829-1830) van de Nederlandse provincie Oost-Vlaanderen.
Na de stichting van het Koninkrijk België behoorde hij tot de orangisten. Hij ondertekende de petitie gericht naar het Nationaal Congres met het verzoek de prins van Oranje uit te roepen tot koning der Belgen. In 1834 nam hij deel aan de onderschrijving voor de aankoop van de paarden van de prins van Oranje. Toen hij werd verkozen tot gemeenteraadslid van Gent (1836-1854), was het dankzij de orangisten. Hij werd schepen (1837-1841) en burgemeester van Gent (1841-1854). Als burgemeester evolueerde hij binnen de gematigde groep van de liberalen en had het stevig aan de stok met de radicale liberalen.
Hij volgde Jan Frans Willems op als voorzitter van de rederijkerskamer De Fonteine. In 1848, bij het vierhonderdjarig bestaan van de vereniging, schonk hij een nieuwe vlag, eigenhandig door zijn dochters geborduurd. Prudens Van Duyse schreef hierover een huldedicht, De vane der Fonteynisten.
In 1851 werd hij verkozen tot liberaal senator voor het arrondissement Gent en vervulde dit mandaat tot in 1855. 
Enkele jaren na zijn burgemeesterschap werd zijn zoon Charles de Kerchove de Denterghem burgemeester van Gent en zijn zoon Ernest (1823-1906), voorzitter van de Commissie van Burgerlijke Godshuizen van Gent.
Constantin was een actief vrijmetselaar. Hij was lid van:
- Les Vrais Amis,
- Le Septentrion,
- La Félicité Bienfaisante.

Hij werd ook vermeld als 'Rose-Croix'.